# Basjir Varaev
Basjir Varaev (ryska: Башир Вараев), född den 23 februari 1964, är en sovjetisk judoutövare.
Han tog OS-brons i herrarnas halv mellanvikt i samband med de olympiska judotävlingarna 1988 i Seoul.